# Список астероїдів (207501—207600)
| Назва               | Тимчасове позначення | Дата відкриття | Місце відкриття                               | Відкривач                   |
| ------------------- | -------------------- | -------------- | --------------------------------------------- | --------------------------- |
| (207501) 2006 HQ111 | 2006 HQ111           | 29 квітня 2006 | Обсерваторія Сайдинг-Спрінг                   | Обсерваторія Сайдинг-Спрінг |
| (207502) 2006 HZ111 | 2006 HZ111           | 30 квітня 2006 | Каталінський огляд                            | Каталінський огляд          |
| (207503) 2006 HY120 | 2006 HY120           | 30 квітня 2006 | Обсерваторія Кітт-Пік                         | Spacewatch                  |
| (207504) 2006 HK152 | 2006 HK152           | 25 квітня 2006 | Обсерваторія Піскештето                       | К. Сарнецкі                 |
| (207505) 2006 JU1   | 2006 JU1             | 1 травня 2006  | Сокорро (Нью-Мексико)                         | LINEAR                      |
| (207506) 2006 JU4   | 2006 JU4             | 2 травня 2006  | Обсерваторія Маунт-Леммон                     | Обсерваторія Маунт-Леммон   |
| (207507) 2006 JX5   | 2006 JX5             | 3 травня 2006  | Обсерваторія Маунт-Леммон                     | Обсерваторія Маунт-Леммон   |
| (207508) 2006 JA12  | 2006 JA12            | 1 травня 2006  | Обсерваторія Кітт-Пік                         | Spacewatch                  |
| (207509) 2006 JP12  | 2006 JP12            | 1 травня 2006  | Обсерваторія Кітт-Пік                         | Spacewatch                  |
| (207510) 2006 JF14  | 2006 JF14            | 4 травня 2006  | Обсерваторія Маунт-Леммон                     | Обсерваторія Маунт-Леммон   |
| (207511) 2006 JT16  | 2006 JT16            | 2 травня 2006  | Обсерваторія Кітт-Пік                         | Spacewatch                  |
| (207512) 2006 JU17  | 2006 JU17            | 2 травня 2006  | Обсерваторія Маунт-Леммон                     | Обсерваторія Маунт-Леммон   |
| (207513) 2006 JO28  | 2006 JO28            | 3 травня 2006  | Обсерваторія Кітт-Пік                         | Spacewatch                  |
| (207514) 2006 JD29  | 2006 JD29            | 3 травня 2006  | Обсерваторія Кітт-Пік                         | Spacewatch                  |
| (207515) 2006 JO30  | 2006 JO30            | 3 травня 2006  | Обсерваторія Кітт-Пік                         | Spacewatch                  |
| (207516) 2006 JE34  | 2006 JE34            | 4 травня 2006  | Обсерваторія Кітт-Пік                         | Spacewatch                  |
| (207517) 2006 JN34  | 2006 JN34            | 4 травня 2006  | Обсерваторія Кітт-Пік                         | Spacewatch                  |
| (207518) 2006 JC36  | 2006 JC36            | 4 травня 2006  | Обсерваторія Кітт-Пік                         | Spacewatch                  |
| (207519) 2006 JR40  | 2006 JR40            | 7 травня 2006  | Обсерваторія Кітт-Пік                         | Spacewatch                  |
| (207520) 2006 JH45  | 2006 JH45            | 7 травня 2006  | Обсерваторія Маунт-Леммон                     | Обсерваторія Маунт-Леммон   |
| (207521) 2006 JD49  | 2006 JD49            | 1 травня 2006  | Обсерваторія Джанк-Бонд                       | Девід Гілі                  |
| (207522) 2006 JB54  | 2006 JB54            | 7 травня 2006  | Обсерваторія Маунт-Леммон                     | Обсерваторія Маунт-Леммон   |
| (207523) 2006 JE54  | 2006 JE54            | 7 травня 2006  | Обсерваторія Маунт-Леммон                     | Обсерваторія Маунт-Леммон   |
| (207524) 2006 JV79  | 2006 JV79            | 9 травня 2006  | Обсерваторія Маунт-Леммон                     | Обсерваторія Маунт-Леммон   |
| (207525) 2006 JW79  | 2006 JW79            | 6 травня 2006  | Обсерваторія Маунт-Леммон                     | Обсерваторія Маунт-Леммон   |
| (207526) 2006 JP80  | 2006 JP80            | 8 травня 2006  | Обсерваторія Маунт-Леммон                     | Обсерваторія Маунт-Леммон   |
| (207527) 2006 KF    | 2006 KF              | 16 травня 2006 | Паломарська обсерваторія                      | NEAT                        |
| (207528) 2006 KJ2   | 2006 KJ2             | 18 травня 2006 | Паломарська обсерваторія                      | NEAT                        |
| (207529) 2006 KB4   | 2006 KB4             | 19 травня 2006 | Станція Андерсон-Меса                         | LONEOS                      |
| (207530) 2006 KT11  | 2006 KT11            | 19 травня 2006 | Паломарська обсерваторія                      | NEAT                        |
| (207531) 2006 KQ13  | 2006 KQ13            | 20 травня 2006 | Паломарська обсерваторія                      | NEAT                        |
| (207532) 2006 KU21  | 2006 KU21            | 19 травня 2006 | Обсерваторія Маунт-Леммон                     | Обсерваторія Маунт-Леммон   |
| (207533) 2006 KM23  | 2006 KM23            | 16 травня 2006 | Обсерваторія Сайдинг-Спрінг                   | Обсерваторія Сайдинг-Спрінг |
| (207534) 2006 KZ25  | 2006 KZ25            | 20 травня 2006 | Обсерваторія Кітт-Пік                         | Spacewatch                  |
| (207535) 2006 KP32  | 2006 KP32            | 20 травня 2006 | Обсерваторія Кітт-Пік                         | Spacewatch                  |
| (207536) 2006 KE38  | 2006 KE38            | 16 травня 2006 | Обсерваторія Сайдинг-Спрінг                   | Обсерваторія Сайдинг-Спрінг |
| (207537) 2006 KF39  | 2006 KF39            | 18 травня 2006 | Паломарська обсерваторія                      | NEAT                        |
| (207538) 2006 KM52  | 2006 KM52            | 21 травня 2006 | Обсерваторія Кітт-Пік                         | Spacewatch                  |
| (207539) 2006 KR54  | 2006 KR54            | 21 травня 2006 | Обсерваторія Кітт-Пік                         | Spacewatch                  |
| (207540) 2006 KD56  | 2006 KD56            | 21 травня 2006 | Обсерваторія Сайдинг-Спрінг                   | Обсерваторія Сайдинг-Спрінг |
| (207541) 2006 KT57  | 2006 KT57            | 22 травня 2006 | Обсерваторія Кітт-Пік                         | Spacewatch                  |
| (207542) 2006 KW57  | 2006 KW57            | 22 травня 2006 | Обсерваторія Кітт-Пік                         | Spacewatch                  |
| (207543) 2006 KK61  | 2006 KK61            | 22 травня 2006 | Обсерваторія Кітт-Пік                         | Spacewatch                  |
| (207544) 2006 KX90  | 2006 KX90            | 24 травня 2006 | Паломарська обсерваторія                      | NEAT                        |
| (207545) 2006 KK120 | 2006 KK120           | 31 травня 2006 | Обсерваторія Кітт-Пік                         | Spacewatch                  |
| (207546) 2006 LL    | 2006 LL              | 1 червня 2006  | Обсерваторія Маунт-Леммон                     | Обсерваторія Маунт-Леммон   |
| 207547 Charito      | 2006 LO              | 2 червня 2006  | Обсерваторія Ла Каньяда                       | Хуан Лакрус                 |
| (207548) 2006 LZ    | 2006 LZ              | 4 червня 2006  | Обсерваторія Столова Гора                     | Дж. Янґ                     |
| (207549) 2006 LR1   | 2006 LR1             | 5 червня 2006  | Сокорро (Нью-Мексико)                         | LINEAR                      |
| (207550) 2006 LM2   | 2006 LM2             | 2 червня 2006  | Обсерваторія Маунт-Леммон                     | Обсерваторія Маунт-Леммон   |
| (207551) 2006 LS3   | 2006 LS3             | 15 червня 2006 | Обсерваторія Кітт-Пік                         | Spacewatch                  |
| (207552) 2006 LL4   | 2006 LL4             | 10 червня 2006 | Паломарська обсерваторія                      | NEAT                        |
| (207553) 2006 LU4   | 2006 LU4             | 6 червня 2006  | Обсерваторія Сайдинг-Спрінг                   | Обсерваторія Сайдинг-Спрінг |
| (207554) 2006 LZ4   | 2006 LZ4             | 14 червня 2006 | Паломарська обсерваторія                      | NEAT                        |
| (207555) 2006 LS5   | 2006 LS5             | 4 червня 2006  | Сокорро (Нью-Мексико)                         | LINEAR                      |
| (207556) 2006 LU5   | 2006 LU5             | 3 червня 2006  | Обсерваторія Маунт-Леммон                     | Обсерваторія Маунт-Леммон   |
| (207557) 2006 MS7   | 2006 MS7             | 18 червня 2006 | Обсерваторія Кітт-Пік                         | Spacewatch                  |
| (207558) 2006 MU7   | 2006 MU7             | 18 червня 2006 | Обсерваторія Кітт-Пік                         | Spacewatch                  |
| (207559) 2006 OQ1   | 2006 OQ1             | 17 липня 2006  | Обсерваторія Ріді-Крик                        | Джон Бротон                 |
| (207560) 2006 OU7   | 2006 OU7             | 19 липня 2006  | Паломарська обсерваторія                      | NEAT                        |
| (207561) 2006 OU12  | 2006 OU12            | 19 липня 2006  | Паломарська обсерваторія                      | NEAT                        |
| (207562) 2006 OW15  | 2006 OW15            | 30 липня 2006  | Обсерваторія Фарпойнт                         | Обсерваторія Фарпойнт       |
| (207563) 2006 PC    | 2006 PC              | 1 серпня 2006  | Астрономічна обсерваторія Валемаре-ді-Борбона | Вінченцо Касуллі            |
| (207564) 2006 PZ    | 2006 PZ              | 13 серпня 2006 | Обсерваторія Дакса                            | Обсерваторія Дакс           |
| (207565) 2006 PM1   | 2006 PM1             | 10 серпня 2006 | Паломарська обсерваторія                      | NEAT                        |
| (207566) 2006 PQ2   | 2006 PQ2             | 12 серпня 2006 | Паломарська обсерваторія                      | NEAT                        |
| (207567) 2006 PN4   | 2006 PN4             | 14 серпня 2006 | Обсерваторія Гібіскус                         | С. Генік                    |
| (207568) 2006 PW6   | 2006 PW6             | 12 серпня 2006 | Паломарська обсерваторія                      | NEAT                        |
| (207569) 2006 PP8   | 2006 PP8             | 13 серпня 2006 | Паломарська обсерваторія                      | NEAT                        |
| (207570) 2006 PQ12  | 2006 PQ12            | 13 серпня 2006 | Паломарська обсерваторія                      | NEAT                        |
| (207571) 2006 PY13  | 2006 PY13            | 14 серпня 2006 | Обсерваторія Сайдинг-Спрінг                   | Обсерваторія Сайдинг-Спрінг |
| (207572) 2006 PQ16  | 2006 PQ16            | 15 серпня 2006 | Паломарська обсерваторія                      | NEAT                        |
| (207573) 2006 PP19  | 2006 PP19            | 13 серпня 2006 | Паломарська обсерваторія                      | NEAT                        |
| (207574) 2006 PZ21  | 2006 PZ21            | 15 серпня 2006 | Паломарська обсерваторія                      | NEAT                        |
| (207575) 2006 PN23  | 2006 PN23            | 12 серпня 2006 | Паломарська обсерваторія                      | NEAT                        |
| (207576) 2006 PB31  | 2006 PB31            | 13 серпня 2006 | Паломарська обсерваторія                      | NEAT                        |
| (207577) 2006 PF31  | 2006 PF31            | 13 серпня 2006 | Паломарська обсерваторія                      | NEAT                        |
| (207578) 2006 PK43  | 2006 PK43            | 13 серпня 2006 | Паломарська обсерваторія                      | NEAT                        |
| (207579) 2006 QM2   | 2006 QM2             | 17 серпня 2006 | Паломарська обсерваторія                      | NEAT                        |
| (207580) 2006 QX2   | 2006 QX2             | 17 серпня 2006 | Паломарська обсерваторія                      | NEAT                        |
| (207581) 2006 QY7   | 2006 QY7             | 19 серпня 2006 | Обсерваторія Кітт-Пік                         | Spacewatch                  |
| (207582) 2006 QE9   | 2006 QE9             | 19 серпня 2006 | Обсерваторія Кітт-Пік                         | Spacewatch                  |
| (207583) 2006 QF15  | 2006 QF15            | 17 серпня 2006 | Паломарська обсерваторія                      | NEAT                        |
| (207584) 2006 QF23  | 2006 QF23            | 20 серпня 2006 | Паломарська обсерваторія                      | NEAT                        |
| 207585 Lubar        | 2006 QA24            | 17 серпня 2006 | Андрушівка                                    | Андрушівка                  |
| (207586) 2006 QA27  | 2006 QA27            | 19 серпня 2006 | Обсерваторія Кітт-Пік                         | Spacewatch                  |
| (207587) 2006 QR38  | 2006 QR38            | 18 серпня 2006 | Станція Андерсон-Меса                         | LONEOS                      |
| (207588) 2006 QD52  | 2006 QD52            | 23 серпня 2006 | Паломарська обсерваторія                      | NEAT                        |
| (207589) 2006 QQ54  | 2006 QQ54            | 17 серпня 2006 | Паломарська обсерваторія                      | NEAT                        |
| (207590) 2006 QC56  | 2006 QC56            | 19 серпня 2006 | Обсерваторія Кітт-Пік                         | Spacewatch                  |
| (207591) 2006 QH56  | 2006 QH56            | 19 серпня 2006 | Обсерваторія Кітт-Пік                         | Spacewatch                  |
| (207592) 2006 QT57  | 2006 QT57            | 24 серпня 2006 | Сокорро (Нью-Мексико)                         | LINEAR                      |
| (207593) 2006 QG59  | 2006 QG59            | 19 серпня 2006 | Станція Андерсон-Меса                         | LONEOS                      |
| (207594) 2006 QX76  | 2006 QX76            | 21 серпня 2006 | Паломарська обсерваторія                      | NEAT                        |
| (207595) 2006 QL79  | 2006 QL79            | 24 серпня 2006 | Обсерваторія Фарпойнт                         | Обсерваторія Фарпойнт       |
| (207596) 2006 QZ81  | 2006 QZ81            | 24 серпня 2006 | Паломарська обсерваторія                      | NEAT                        |
| (207597) 2006 QU82  | 2006 QU82            | 27 серпня 2006 | Обсерваторія Кітт-Пік                         | Spacewatch                  |
| (207598) 2006 QQ88  | 2006 QQ88            | 27 серпня 2006 | Обсерваторія Кітт-Пік                         | Spacewatch                  |
| (207599) 2006 QF91  | 2006 QF91            | 16 серпня 2006 | Паломарська обсерваторія                      | NEAT                        |
| (207600) 2006 QG93  | 2006 QG93            | 16 серпня 2006 | Паломарська обсерваторія                      | NEAT                        |